# Episodi di George e Mildred (prima stagione)
La prima stagione della serie televisiva George e Mildred è andata in onda sulla rete televisiva inglese ITV dal 6 settembre all'8 novembre 1976. In Italia, la stagione è andata in onda su Rai 2 dal 9 ottobre al 19 ottobre 1979 (episodi 1-9) e il 12 febbraio 1981 (episodio 10). Durante la messa in onda italiana non è stato rispettato l'ordine di produzione degli episodi.
| n° | Titolo originale            | Titolo italiano              | Prima TV Regno Unito | Prima TV Italia  |
| -- | --------------------------- | ---------------------------- | -------------------- | ---------------- |
| 1  | Moving On                   | Abbasso i quartieri alti     | 6 settembre 1976     | 9 ottobre 1979   |
| 2  | The Bad Penny               | Fatti il bagno, George!      | 13 settembre 1976    | 10 ottobre 1979  |
| 3  | And Women Must Weep         | Il casalingo                 | 20 settembre 1976    | 11 ottobre 1979  |
| 4  | Baby Talk                   | Qui ci vuole un figlio       | 27 settembre 1976    | 12 ottobre 1979  |
| 5  | Your Money or Your Life     | O la borsa, o la vita        | 4 ottobre 1976       | 19 ottobre 1979  |
| 6  | Where My Caravan Has Rested | Per una roulotte in meno     | 11 ottobre 1976      | 15 ottobre 1979  |
| 7  | The Little Dog Laughed      | Un cane tira l'altro         | 18 ottobre 1976      | 17 ottobre 1979  |
| 8  | Best Foot Forward           | Gamba per gamba              | 25 ottobre 1976      | 16 ottobre 1979  |
| 9  | My Husband Next Door        | Crema o magnolia             | 1º novembre 1976     | 18 ottobre 1979  |
| 10 | Family Planning             | La vecchietta dove la metto? | 8 novembre 1976      | 12 febbraio 1981 |

## Abbasso i quartieri alti
- Titolo originale: Moving On
- Diretto da: Peter Frazer-Jones
- Scritto da: Johnnie Mortimer, Brian Cooke

### Trama
George e Mildred Roper devono andarsene dalla loro vecchia abitazione poiché deve essere demolita. Trovano una casa in vendita ad Hampton Wick, un quartiere benestante, ma l'agente immobiliare, Jeffrey Fourmile, che abita nella casa accanto con la moglie Ann e il figlioletto Tristram, fa di tutto per ostacolare il loro trasferimento, in quanto, da perfetto snob quale è, non li considera all'altezza del quartiere.

## Fatti il bagno, George!
- Titolo originale: The Bad Penny
- Diretto da: Peter Frazer-Jones
- Scritto da: Johnnie Mortimer, Brian Cooke

### Trama
George e Mildred traslocano nella nuova casa. Jeffrey Fourmile li invita a casa sua a prendere un tè; Mildred ordina perciò a George di fare un bagno, e intanto si reca dai Fourmile. George, non trovando gli asciugamani, esce di casa per chiedere a Mildred dove sono, e resta chiuso fuori, con il rubinetto della vasca aperto.

## Il casalingo
- Titolo originale: And Women Must Weep
- Diretto da: Peter Frazer-Jones
- Scritto da: Johnnie Mortimer, Brian Cooke

### Trama
Mildred spinge George a cercarsi un lavoro. George si reca all'ufficio di collocamento, dove gli viene proposto un lavoro come archivista in un'agenzia immobiliare, che per caso è quella di proprietà di Jeffrey Fourmile. In un primo tempo Fourmile rifiuta, ma poi offre il lavoro a Mildred, che in passato aveva lavorato in un posto simile. George deve quindi adattarsi alla vita da casalingo.

## Qui ci vuole un figlio
- Titolo originale: Baby Talk
- Diretto da: Peter Frazer-Jones
- Scritto da: Johnnie Mortimer, Brian Cooke

### Trama
I Fourmile escono a cena e chiedono a Mildred di badare a Tristram in loro assenza. A Mildred l'esperienza piace così tanto che si chiede se non sia troppo tardi per avere un figlio, anche adottivo. I Roper contattano un'agenzia la quale manda un ispettore a casa loro per controllare se sono idonei all'adozione.

## O la borsa, o la vita
- Titolo originale: Your Money or Your Life
- Diretto da: Peter Frazer-Jones
- Scritto da: Johnnie Mortimer, Brian Cooke

### Trama
I Roper sono al funerale dello zio di George. Mildred riflette sul fatto che sarebbe meglio se George avesse una polizza sulla vita, per non restare priva di risorse in caso di un suo malaugurato decesso; chiede quindi a Jeffrey Fourmile di attivare una polizza.

## Per una roulotte in meno
- Titolo originale: Where My Caravan Has Rested
- Diretto da: Peter Frazer-Jones
- Scritto da: Johnnie Mortimer, Brian Cooke

### Trama
L'auto di George, una Reliant Regal 3/25, non funziona più. George decide di venderla e si reca presso un concessionario, ma la vecchia e antiquata auto a 3 ruote non interessa più, e l'unico veicolo che riesce ad acquistare con il suo ridottissimo budget è una vecchia roulotte, che George parcheggia in bella vista sul suo prato. Il comitato di quartiere si riunisce e gli offre 25 Sterline per rottamare la roulotte, che offende la vista. George però decide di passarci una notte dentro, e al mattino, quando arriva il carro attrezzi del demolitore, lui è ancora all'interno.

## Un cane tira l'altro
- Titolo originale: The Little Dog Laughed
- Diretto da: Peter Frazer-Jones
- Scritto da: Johnnie Mortimer, Brian Cooke

### Trama
Tristram vorrebbe avere un cane, come Mildred che ha Truffles, uno Yorkshire Terrier. George viene obbligato a portarlo a spasso, ma lui decide di andare al pub e lo lega all'esterno del locale. Il piccolo cane scappa e George, non riuscendo più a trovarlo, decide di acquistarne un altro, simile a Truffles, sperando che Mildred non si accorga della sostituzione.

## Gamba per gamba
- Titolo originale: Best Foot Forward
- Diretto da: Peter Frazer-Jones
- Scritto da: Johnnie Mortimer, Brian Cooke

### Trama
La televisione dei Roper ha problemi di sintonia, e George decide di aggiustare da solo l'antenna. Prende in prestito (senza chiedere) una scala dai Fourmile e sale sul tetto; Jeffrey Fourmile, vedendo la scala, indispettito la riporta a casa sua, ma George non si accorge della mancanza della scala e cade, fratturandosi una gamba. Il vicino di letto all'ospedale gli suggerisce il fatto che potrebbe denunciare Fourmile, così quest'ultimo si prodiga in gentilezze, pur di evitare la denuncia, e George se ne approfitta per bene.

## Crema o magnolia
- Titolo originale: My Husband Next Door
- Diretto da: Peter Frazer-Jones
- Scritto da: Johnnie Mortimer, Brian Cooke

### Trama
Mildred legge una rivista di arredamento, decide di rinnovare l'interno della casa e chiama una ditta per cambiare la tinta dei muri. I Fourmile si recano in vacanza in Scozia, lasciando le chiavi a Mildred; nel frattempo la televisione di casa Roper si guasta, così George decide di andare a vederla a casa Fourmile. Giungono gli imbianchini, che sbagliano casa a causa della distrazione di George, tutto preso dai programmi televisivi, e cominciano a staccare dalle pareti del salotto dei Fourmile la loro preziosissima tappezzeria.

## La vecchietta dove la metto?
- Titolo originale: Family Planning
- Diretto da: Peter Frazer-Jones
- Scritto da: Johnnie Mortimer, Brian Cooke

### Trama
La vecchia madre di Mildred giunge in casa Roper per restarvi un po' di tempo. Intanto Mildred si incontra con le sue due sorelle per decidere chi debba prendersela in casa, in quanto è ormai incapace di stare da sola.